# اوباشگری

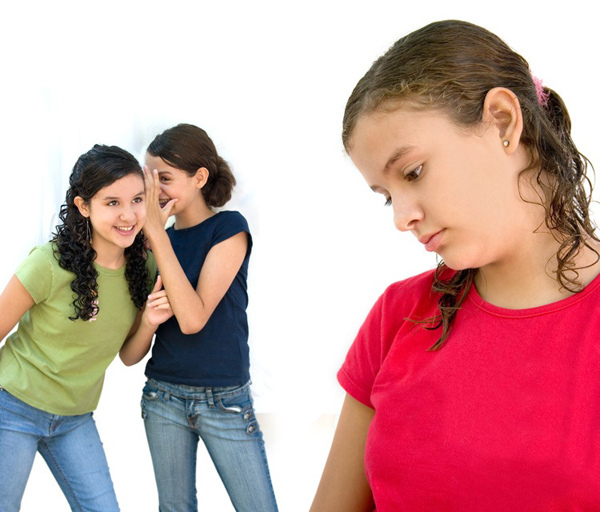
دو دختر جوان که درحال خنده و تمسخر دختر جوان دیگری هستند.

مفهوم انسانیِ اوباشگری (به انگلیسی: Mobbing) زمانی است که یک گروه به صورت هماهنگ با قلدری با یک نفر رفتار کنند. این رفتار ممکن است در خانواده، مدرسه، محله، محل کار یا یک انجمن باشد. در محیط کار به عنوان یک آزار روحی از طرف همکاران، پایین دستان یا بالادستان و از طریق شایعه، کنایه، تهدید و ارعاب، تحقیر، بی‌اعتبار ساختن و انزوا بر یک عضو سازمان شناخته می‌شود.
نخستین بار در سال ۱۹۸۶ اوباشگری را محقق و روان‌شناس کار از دانشگاه سوئد استاد Heinz leymann عنوان کرد و کتابی هم در این زمینه نوشت، از آن به بعد بود که محققان و دانشمندان غربی سعی کردند تحقیق در این زمینه را دنبال کنند. از بسیاری از موارد اوباشگری می‌توان نتیجه گرفت که آغاز اوباشگری معمولاً در اثر جابجایی مقامی کارمندان می‌باشد مثلاً کارمند جدیدی که تازه‌وارد یک قسمت می‌شود بیشتر مورد آزار روانی قرار می‌گیرد، یا وقتی که رئیس قسمت عوض می‌شود احتمال اینکه او کارمندی را آزار بدهد زیاد است و حتی ممکن است خودش مورد آزار روانی کارمندان قرار گیرند.

## در محل کار
اوباشگری در سازمان به معنای قلدری سازمانی یا اوباشگری سازمانی است؛ یعنی گاهی کارکنان ناراضی در سازمان با ایجاد شبکه‌های ارتباطی و گروه‌های فشار غیررسمی مدیران و رهبران سازمان را تحت فشار قرارداده و بر جریان تصمیم‌گیری‌ها به نفع خود تأثیر می‌گذارند. برخی از رفتارهای رایج علیه افراد قربانی اوباشگری عبارت است از نادیده گرفتن کار آن‌ها یا ارزش دادن بیشتر به دیگران، بی‌ارزش کردن کار آن‌ها و بزرگنمایی خطاهای کوچک‌شان، گرفتن مسوولیت‌هایشان، انتشار شایعات و دروغ‌های شنیع در مورد افراد هدف یا زندگی‌های حرفه‌ای آن‌ها و در نهایت متهم کردن افراد هدف به آغاز خشونتی که خودشان قربانی آن بوده‌اند. در واقع اخلالگران سازمانی به شیوه هوشمندانه‌ای قربانیان را افرادی توصیف می‌کنند که کار با آن‌ها سخت و غیرممکن است و آن‌ها را مقصر مشکلات پیش‌رویشان می‌دانند. به اوباشگری در محیط کار، اوباشگری شغلی گفته می‌شود.

## در زندگی زناشویی
شکل‌های ظهور اوباشگری در زندگی زناشویی عبارتند از تهمت زدن - نادیده گرفتن بدگویی و شهادت آگاهانه ولی به دروغ در مورد قربانی، این مدل از خشونت روانی معمولاً ناشی از حسادت و کنترل شدید در زندگی زناشویی می‌باشد. خشونت عاطفی می‌تواند به صورت تمسخر قربانی در جمع ظاهر شود یا کنترل و پاییدن دائمی قربانی در جمع با نگاه بحدی که او کلافه و دستپاچه شود.
خشونت روانی در اکثر زندگی‌های زناشویی دیده می‌شود، البته وقتی که زوج‌ها با هم بگو مگو می‌کنند یا به دلایلی از یکدیگر ناراحت و دلگیر می‌شوند که معمولاً زمان آن بسیار محدود است، ولی متأسفانه در بین بعضی از زوج‌ها این خشونت روانی دائمی است، اما به ندرت از طرف اطرافیان احساس و درک یا فهمیده می‌شود.